# FK Sloga Jugomagnat
FK Sloga Jugomagnat foi uma equipe macedônia de futebol com sede em Skopje. Disputava a primeira divisão da República da Macedónia (Macedonian Prva Liga).
Seus jogos são mandados no Čair Stadium, que possui capacidade para 6.000 espectadores.

## História
O FK Sloga Jugomagnat foi fundado em 1927.